# 下河辺元春
下河辺 元春（しもこうべ もとはる、1940年2月10日 - ）は、日本のジャーナリスト・経済学者で、元嘉悦大学助教授。専門は、国際経済・通商政策・政治外交史。

## 来歴・人物
下河辺三史・美世夫妻の長男として東京府（現・東京都）に生まれる。父・三史は実業家・下河辺建二の次男で日製産業（現・日立ハイテク）の元社長、母・美世は元内閣総理大臣・芦田均の長女。末弟は音楽プロデューサーの下河辺晴三。
成蹊大学を卒業後共同通信社に入社。共同通信時代に国際政治学者の進藤榮一とともに『芦田均日記』の編纂をしたことで知られている。退社後、学校法人嘉悦学園法人事務局企画室長を務めたのち、嘉悦女子短期大学で教鞭を取る。
ミュージシャン・小沢健二の母・牧子（心理学者）は、下河辺の従姉にあたる（牧子の父・下河辺孫一は元春の父・三史の兄にあたる）。